# Walter Werner Holland
Walter Werner Holland (* 5. März 1929 in Teplice-Šanov, Tschechoslowakei; † 9. Februar 2018 in London) war ein britischer  Epidemiologe und Hochschullehrer. Er gilt als einer der Wegbereiter des Wissenschaftsbereichs Klinische Epidemiologie und Public Health in Großbritannien.

## Werdegang
Walter Werner Holland wurde 1929 im damaligen Sudetenland geboren. Seine Eltern waren der 1898 in Heidelberg geborene Unternehmer Heinrich Holland und seine 1906 im damaligen zu Österreich-Ungarn gehörenden Teplitz-Schönau geborene Ehefrau Gertha Zentner. Ihm und seinen Eltern gelang in den Jahren 1938 und 1939 die Flucht nach England.
Holland studierte nach dem Schulabschluss an der Rugby School in Warwickshire an der St. Thomas’ Hospital Medical School, heute Teil der GKT School of Medical Education des King’s College London. Im Rahmen seines Wehrdienstes bei der Royal Air Force von 1956 bis 1958 wurde er im Central Public Health Laboratory in Colindale, Nord-London eingesetzt. Anschließend war er als Dozent und Wissenschaftler in der Abteilung für Epidemiologie und medizinische Statistik an der London School of Hygiene and Tropical Medicine tätig, unterbrochen durch einen Forschungsaufenthalt in der Abteilung für Epidemiologie an der Johns Hopkins School of Hygiene in den Jahren 1961 und 1962.
1968 wurde Walter Holland in London zum Professor ernannt. Im Rahmen seiner Tätigkeit als Lehrstuhlinhaber für Klinische Epidemiologie und Sozialmedizin gründete er am St. Thomas Hospital die erste Abteilung für Community Medicine.

## Würdigung
Walter Werner Holland hat umfassen zur Entwicklung der Epidemiologie und von Public Health beigetragen. Seine bahnbrechende Arbeit über die Validierung medizinischer Screening-Verfahren, die er 1971 gemeinsam mit dem Epidemiologen Archie Cochrane veröffentlichte, wurde zu einem Klassiker auf diesem Gebiet.

## Ehrungen (Auswahl)
- 1981: Ehrendoktor, Universität Bordeaux
- 1989: Salomon-Neumann-Medaille der Deutschen Gesellschaft für Sozialmedizin und Prävention